# Алиев, Атай Баширович
Ата́й Баши́рович Али́ев (кум. Алийлени Атай Баширны уланы, 7 июня 1954, Ленинкент, Махачкала, Дагестанская АССР) — российский государственный деятель. Представитель в Совете Федерации России от Народного собрания Дагестана. Председатель правительства Дагестана (2004—2006).

## Биография
Атай Алиев родился 7 июня 1954 года в Ленинкенте. 
В 1975 году окончил Дагестанский государственный университет.
В 1975—1992 годах работает бухгалтером на различных предприятиях Махачкалы. Избирался депутатом Махачкалинского городского совета, депутатом Народного собрания Дагестана двух созывов.
В декабре 1997 года назначен председателем Счётной палаты Дагестана. В 2004 году назначен председателем Правительства Республики Дагестан.
В 2006—2007 гг. — представитель Народного собрания Республики Дагестан в Совете Федерации РФ.
С 2009—2014 гг. — Руководитель Западно-Каспийского территориального управления Федерального агентства по рыболовству

## Личная жизнь
По национальности — кумык. Является дядей ВрИО мэра
города Махачкалы Мурада Алиева.